# Burg Lavant
Die Burg Lavant ist die Ruine einer Höhenburg etwas unterhalb der Burg Petersberg am nordwestlichen Felsabsatz des Peterberges im Hauptort der Gemeinde Friesach in Kärnten. Die Anlage war von 1128 bis ins 17. Jahrhundert Residenz der Bischöfe von Lavant. Heute ist die Anlage in Privatbesitz.

## Geschichte
Die Burg wurde Mitte des 13. Jahrhunderts im heutigen Umfang errichtet und 1293 erstmals urkundlich genannt. Unter Bischof Martin Herkules Rettinger von Wiespach erfolgten 1561 zahlreiche Um- und Neubauten. Nach dem Brand von 1673 wurde die Burg dem Verfall überlassen.

## Baubeschreibung

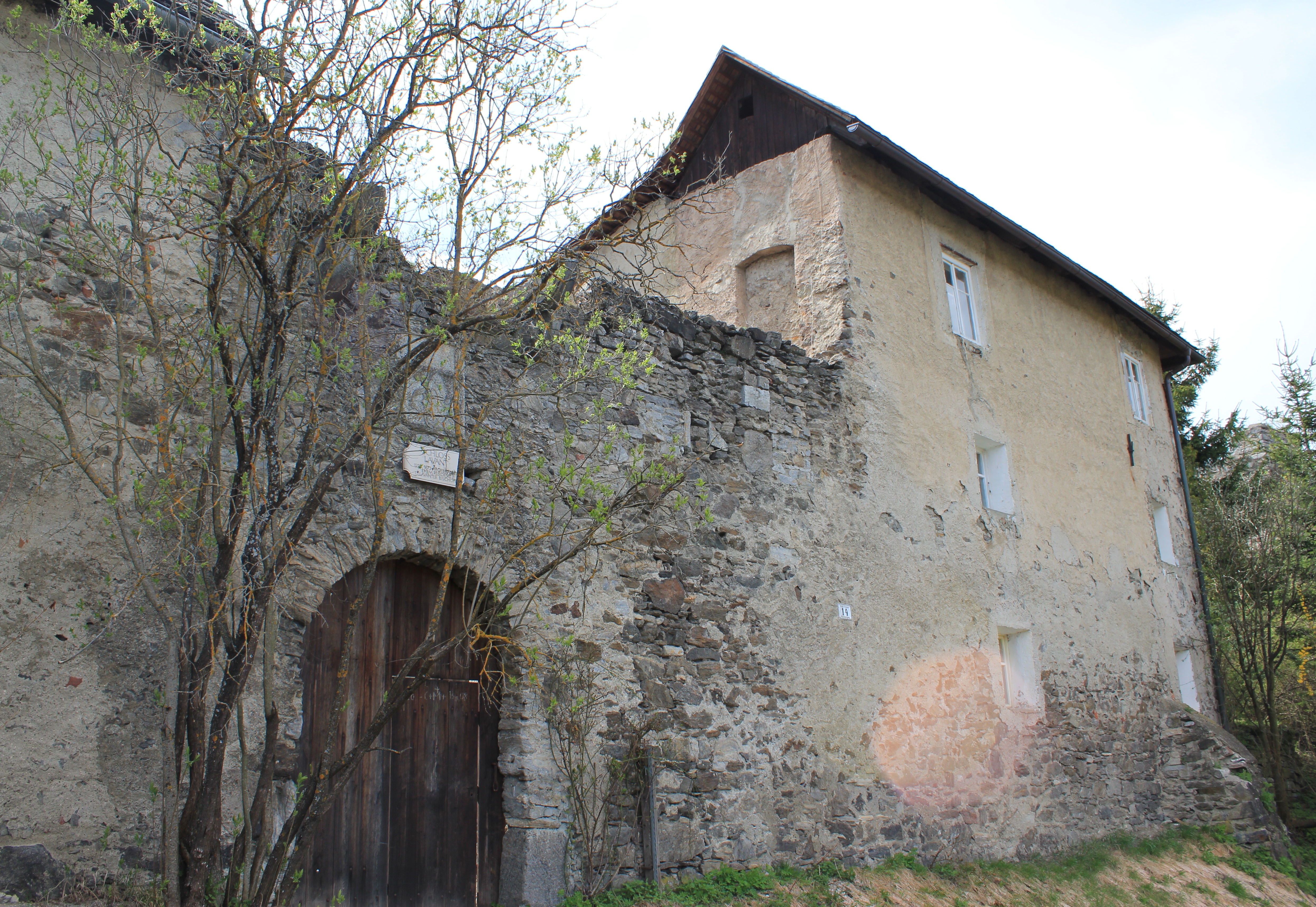
Vorburg (2011)

Die stark ruinöse Burg besteht aus der Hauptburg im Westen und der umfangreichen Vorburg im Osten.

### Vorburg
Der Zugang zur Vorburg erfolgt nordseitig durch ein mittelalterliches, im 16. Jahrhundert verändertes Rundbogenportal. Im Bogenscheitel ist der Wappenstein des Bischofs Martin Herkules Rettinger von Wispach angebracht.
Im Südosten steht ein zweigeschoßiges Nebengebäude (Petersbergweg Nr. 16), das im Kern aus dem 15. Jahrhundert stammt. Das Krüppelwalmdach des Hauses weist einen Bundwerkgiebel auf. Im Inneren wurde das Gebäude in der zweiten Hälfte des 20. Jahrhunderts vollständig erneuert.
Das ebenso stark erneuerte Nebengebäude im Nordwesten (Petersbergweg 14) besitzt in den unteren Geschoßen Mauerwerk aus dem 16. Jahrhundert.
Der südliche Speicherbau vom Anfang des 16. Jahrhunderts ist an der Schmalseite in den Bering der Vorburg eingebunden. Der eingeschoßige Bau auf rechteckigem Grundriss hat hofseitig zwei getrennte Zugänge mit Rundbogenportalen zum Erdgeschoß und den Obergeschoßen. In der Halle im Erdgeschoß ruht ein vierjochiges Kreuzgratgewölbe auf mächtigen Wandpfeilern. Die Zwischendecken der Obergeschoße und das Dach sind nicht mehr vorhanden.

### Hauptburg

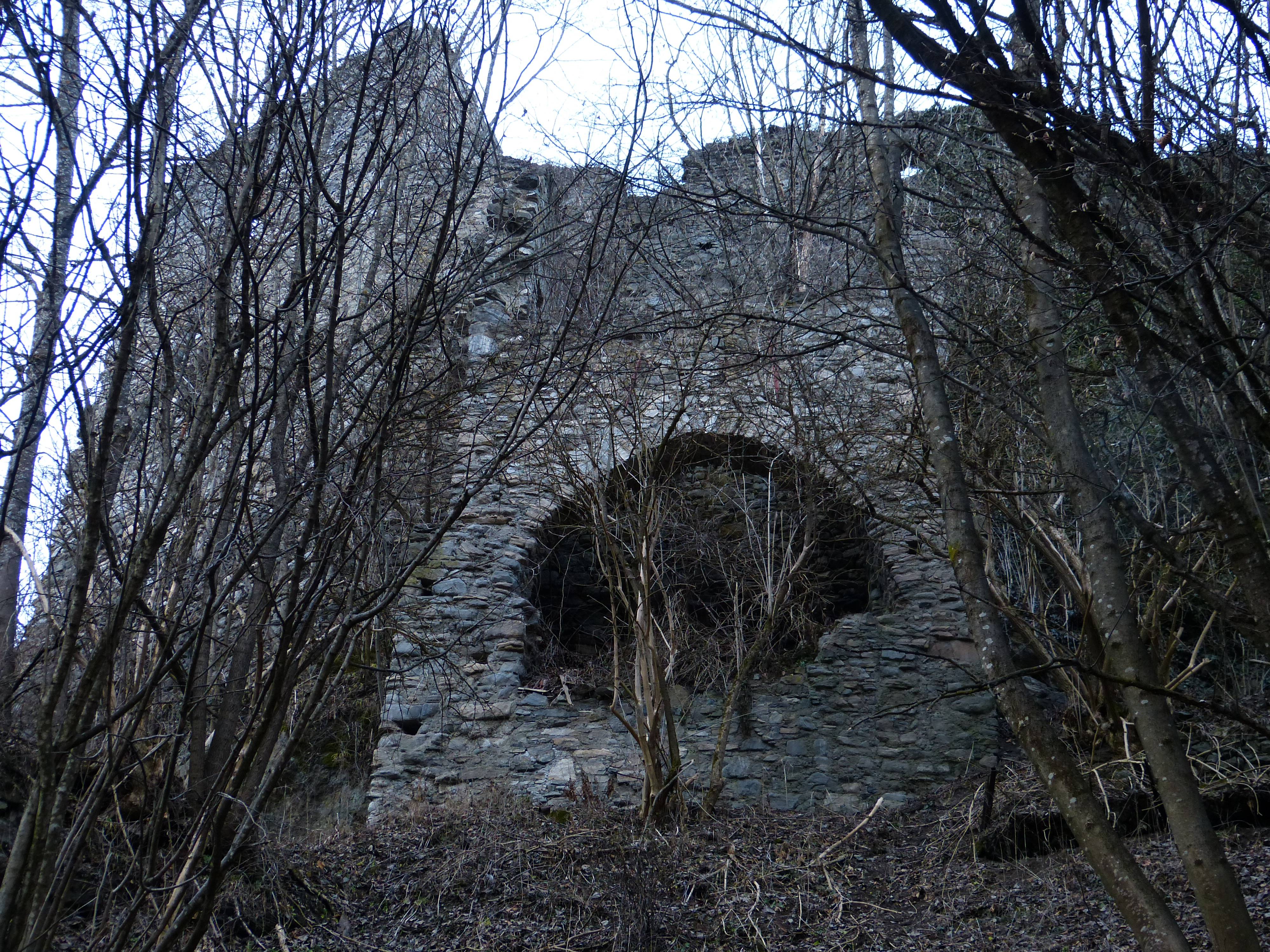
Ruinen der Hauptburg (2016)

Den Zugang der Hauptburg bilden ein breites Rundbogenportal und eine tonnengewölbte Torhalle. An der linken Seite hat sich das Gewände aus der Mitte des 13. Jahrhunderts mit Orthostatensetzung erhalten. An der Südwand ist ein Trichterfenster aus dem 15. Jahrhundert zu sehen. Im Hof befindet sich eine Zisterne. Ein rundbogiges Portal in der südlichen Ringmauer führt in die außen angebaute Küche. Dabei handelt es sich um einen ehemals dreigeschoßigen Bau über einem rechteckigen Grundriss des 16. Jahrhunderts, der heute in stark ruinösem Zustand ist.
Der Osttrakt besitzt hofseitig ein ebenerdiges Rundbogenportal aus der ersten Hälfte des 14. Jahrhunderts mit einem glatten Steingewände. Eine gemauerte Freitreppe bildet den Zugang zu den Obergeschoßen, der Gang steht auf einer repräsentativen spätmittelalterlichen Pfeilerarkatur. Der südliche Teil des Traktes wurde vollständig abgetragen.
Der Nordtrakt ist ein ehemals dreigeschoßiger, repräsentativer bischöflicher Wohnbau mit Rundbogenarkaden im Erdgeschoß und einem Spitzbogenportal aus der ersten Hälfte des 14. Jahrhunderts im Obergeschoß.
Der Westtrakt ist ein ehemals freistehender, in den Bering eingebundener Baukörper von Anfang des 14. Jahrhunderts, der später in den Neubau des Westtraktes integriert wurde. Die Portale stammen aus der zweiten Hälfte des 13. und der ersten Hälfte des 14. Jahrhunderts. Die im ersten Obergeschoß befindliche Kapelle sprang älteren Abbildungen zufolge über die Ringmauer gegen Norden vor. Die drei Geschoße des Westtrakts haben sich in voller Höhe erhalten. Das Erdgeschoß ist tonnengewölbt.
Der Turm diente sowohl als Burgturm als auch als Eckbefestigung der in der Mitte des 13. Jahrhunderts angelegten Ummauerung der Neumarkter Vorstadt. An der Nord- und Ostwand ist das Mauerwerk bis zum dritten Obergeschoß erhalten. Die Fundamente der Nordwandung stammen aus der zweiten Hälfte des 12. Jahrhunderts, das darüber befindliche Bruchsteinmauerwerk wurde im 13. Jahrhundert errichtet und die Mauern ab dem zweiten Obergeschoß im Spätmittelalter.